# 안도로이도~A.I.Knows LOVE?~
《안도로이도~A.I.Knows LOVE?~》(일본어: 安堂ロイド〜A.I. knows LOVE?〜)는 TBS 계열의 〈일요극장〉 시간대(매주 일요일 21:00 ~ 21:54〈JST〉에 2013년 10월 13일부터 12월 15일까지 방송된 텔레비전 드라마이다. 주연은 키무라 타쿠야.
캐치프레이즈는, 〈내가 죽어도, 널 절대로 지킬테니까・・・. 100년 후에도 계속 지킬테니까・・・.〉.

## 개요
100년 후의 미래에서 소중한 사람을 지키기 위해 현대로 보내져 온 안드로이드 안도 로이도와, 약혼자인 마츠시마 레이지를 여읜 안도 아사히와의 교류를 축으로 그려, 현재와 100년 후의 미래를 잇는 시공을 넘은 구극의 러브 스토리.

## 등장인물

### 주요 인물
안도 로이도 - 키무라 타쿠야
2113년에서 온 안드로이드.
마츠시마 레이지 <38> - 키무라 타쿠야 (2역)
도쿄 제국 대학 차원물리학부 물리학과 우주이론학 교수. IQ는 245. 사망 시기:2013년 10월 7일 15:05 보소 반도 바다.
안도 아사히 - 시바사키 코우
레이지의 약혼자로, 규모가 큰 외국계 IT 기업 〈에니그마 엔진 소프트사〉의 젊은 홍보 실장. 미인으로 영어가 뛰어난 비즈니스 우먼.
마츠시마 나나세 - 오오시마 유코
레이지의 여동생으로, 오빠와 같은 연구실에 있는 준교수. 레이지와 마찬가지로 천재적인 두뇌를 갖고 있다.

### 에니그마 엔진 소프트사
호시 신조 - 키리타니 켄타
아사히의 부하로, 시스템 엔지니어 겸 홍보 담당.
코마츠 사키코 <30> - 야마구치 사야카
아사히의 부하로, 홍보실의 임시직 OL.

### 도쿄 제국 대학 마츠시마 연구실
에도가와 토무 - 제시 (쟈니즈 Jr.)
레이지의 조수.
쿠리야마 카오루 - 야마모토 미즈키
레이지의 조수.
쿠라타 토모하루 - 이케다 다이
레이지의 조수.

### 경시청
카도시로 하지메 - 히라오카 유타
공안부의 간부.
아시모 이사쿠 - 엔도 켄이치
공안부 제구과 특수수사반의 형사.
토미야 요시유키 ☆ - 히노 요진
공안부 제구과 특수수사반의 형사로, 아시모의 부하.

### 그 외
사프리 - 혼다 츠바사
안도 로이도의 수리를 하는 서플라이어 안드로이드.
수수께끼의 미소녀 - 키리타니 미레이
하얀 세라복을 몸에 걸치고 있는 수수께끼의 여고생.
안도 케이코 - 나토리 유코 (특별 출연)
아사히의 어머니.

### 각 화 게스트
☆은 아사히, 안도 로이도의 목숨을 노리는 안드로이드.

#### 제1화
라플라스 ☆ - 후쿠다 아야노
2113년에서 보내져 온 경찰 기체 안드로이드 7호기. 레이지를 살해해, 아사히의 목숨을 노린다.
우라이케 노리오 - 야베 켄지
마이아사 신문 기자.
미노리카와 타다오 - 호리 사토시
도쿄 제국 대학 물리학자.

#### 제2화
바루스 / 큐리 ☆ - 카키자와 하야토 (2역)
얼굴 모양, 체형이 많이 닮은 스텔스 타입의 안드로이드.
고다이 - 타나카 마모루
조사원.

#### 제3화
볼타 ☆ - 미우라 리키
파리형의 소형 로봇을 조종하는 카멜레온 타입의 안드로이드.
간수 - 아쟈 콩
아사히가 구류된 유치장의 여성 간수.
경관1 - 스기우라 다이스케
아사히를 DV 용의로 체포한 경관.
경관2 - 우라시마 코지
아사히를 DV 용의로 체포한 경관.
불고기집 점원 - 노부카와 세이쥰
아사히와 호시가 식사를 하는 불고기집의 점원.

#### 제4화
카와시마 / 도르돈 ☆ - 츠무라 노리요시
출소해 온 테러리스트·카와시마를 가장한다.
키류 타카시 <38> / 나비에 ☆ - 후지모토 타카히로
키류는 이스트 캘리포니아 대학의 교수로 레이지의 친한 친구. 나비에는 키류를 가장해 나타난 암살자 안드로이드.
의사 - 야자키 마나부 (제5화)
아시모를 치료하는 의사.
점원 - 요코야마 마유미
레이지와 아사히가 반지를 주문한 쥬얼리·에르우니베르소의 점원.
너스 - 시토 아야나
아시모의 치료를 돕는 간호사.
남학생 - 츠지카와 케이지

라디오 캐스터 - 스기야마 신야 (TBS 아나운서)

TV 캐스터 - 에토 아이 (TBS 아나운서)

#### 제5화
콘도 - 오오와다 켄스케
에니그마사 사원.
크라우드음 - Miki Clark (제6 ~ 9화)

OP음 - Bob Werley (제6 ~ 9화)

#### 제6화
플레밍 ☆ - 이와이 히데토
경찰 기체 안드로이드.
모리타 마모루 - 타카하시 츠토무
케이코의 남자친구.
케플러 ☆ - 다테 사토루 (제7 ~ 9화)
경찰 기체 안드로이드.
멘델 - 타니다 아유미 (제7 ~ 9화)
경찰 기체 안드로이드.
마츠시마 코지 <몰38> - 노마구치 토오루
레이지와 나나세의 아버지.
마츠시마 나나미 <몰37> - 오기노 유리
레이지와 나나세의 어머니.
선생님 - 이와세 료

카메라맨 - 히라하라 테츠
가족 사진을 찍는 카메라맨.
계원 - 와타나베 마이
혼례 의상 피팅의 계원.

#### 제7화
미키타니 소이치 - 츠루미 싱고 (제8 ~ 9화)
공안 간부.
이시카와 - 카미오 유
SIT 대장.
정치가 - RANDY GOINS, OXANA IWASAKI, DANIEL JOZAGHI
2066년, 로이도에게 살해당한 세계 각 국의 악인들.
2066년의 안드로이드 - 나카가와 츠요시

#### 제8화
거물 정치가 - 이노우에 마키오 (제9화)

의사 - 시마다 큐사쿠
입원한 나나세의 담당의.
공안 형사 1 - 카와시마 준야

공안 형사 2 - 나카가와 토모아키

#### 제9화
간호사 - 모리와키 에리코

의사 - 나카노 츠요시

## 스태프
- 각본 - 니시오기 유미에, 이즈미자와 요코
- 음악 - 칸노 유고
- 주제가 - 타케우치 마리야 〈Your Eyes〉 (워너 뮤직 재팬)
- 연출 - 하타노 타카후미, 키무라 히사시, 츠보이 토시오
- 컨셉트·설정 협력 - 안노 히데아키, 츠루마키 카즈야, 마에다 마히로
- 프로듀서 - 우에다 히로키, 츠보이 토시오, 하세가와 하루히코 (ROBOT), 야스다 쿠니히로 (ROBOT)
- 제작 저작 - TBS

## 방송 일자
| 각 화                                                       | 방송일    | 부제                                                                         | 각본            | 연출            | 시청률 |
| ----------------------------------------------------------- | --------- | ---------------------------------------------------------------------------- | --------------- | --------------- | ------ |
| 제1화                                                       | 10월 13일 | 영원히 널 지킨다!                                                            | 니시오기 유미에 | 하타노 타카후미 | 19.2%  |
| 제2화                                                       | 10월 20일 | 어머니의 사랑, 가족의 인연                                                   | 니시오기 유미에 | 하타노 타카후미 | 15.2%  |
| 제3화                                                       | 10월 27일 | 맞닿는 두 사람의 고독한 마음                                                 | 이즈미자와 요코 | 키무라 히사시   | 13.2%  |
| 제4화                                                       | 11월 3일  | 안도로이도는 사랑을 알았다                                                   | 이즈미자와 요코 | 키무라 히사시   | 10.3%  |
| 제5화                                                       | 11월 10일 | 오늘밤 충격의 제5화! 사랑을 안 로이도가 눈물을 흘린다…. 노도의 전개에의 서장 | 니시오기 유미에 | 츠보이 토시오   | 11.5%  |
| 제6화                                                       | 11월 17일 | 상냥한 거짓말·슬픈 진실                                                      | 이즈미자와 요코 | 하타노 타카후미 | 11.4%  |
| 제7화                                                       | 11월 24일 | 로이도!! 당신은 내가 지켜                                                    | 이즈미자와 요코 | 츠보이 토시오   | 11.2%  |
| 제8화                                                       | 12월 1일  | 생각은 기적을 낳는다, 탄생의 밤                                              | 이즈미자와 요코 | 하타노 타카후미 | 10.7%  |
| 제9화                                                       | 12월 8일  | 오빠와 여동생의 인연~고독이 범한 잘못                                        | 이즈미자와 요코 | 키무라 히사시   | 10.3%  |
| 최종화                                                      | 12월 15일 | 약속의 때, 마음은 영원히                                                     | 이즈미자와 요코 | 하타노 타카후미 | 12.6%  |
| 평균 시청률 12.8% (시청률은 칸토 지구·비디오 리서치사 조사) |           |                                                                              |                 |                 |        |

- 첫회는 15분 확대 (21:00 ~ 22:09).
- 제2화는 10분 확대 (21:00 ~ 22:04).